# 비파도
비파도(黃土島)는 조선민주주의인민공화국 행정구역상 라선특별시 라진구역 송평동에 있는 섬이다. 비파도는 둑으로 연결되어 있어서 비파해수욕장에서 걸어서 섬으로 갈 수 있다. 근처에는 외국인 전용 카지노를 보유한 엠퍼러호텔 등 유흥시설이 위치한다.

## 같이 보기
- 라진구역